# Begraafplaats van Geraardsbergen
De Begraafplaats van Geraardsbergen is een gemeentelijke begraafplaats in de Belgische stad Geraardsbergen. De begraafplaats ligt langs de Oudenaardsestraat op 1.440 m ten noordwesten van de Markt. Deze grote begraafplaats heeft een onregelmatige vorm en is aan de straatzijde afgesloten door een bakstenen muur met twee toegangen.

## Britse oorlogsgraven
In de zuidoostelijke hoek van de begraafplaats ligt een perk met 21 Commonwealth gesneuvelden uit de Tweede Wereldoorlog. Het zijn de bemanningsleden van 3 bommenwerpers die tijdens hun missie naar Duitsland boven België werden neergeschoten.
Onder de slachtoffers zijn er 10 Britten, 7 Canadezen en 4 Australiërs. Hun graven worden onderhouden door de Commonwealth War Graves Commission en zijn daar geregistreerd onder Geraardsbergen Communal Cemetery.